# Будинок рад (Хмельницький)
Будинок рад (місто Хмельницький, майдан Незалежності) — головний корпус комплексу адміністративних будівель органів державної влади та місцевого самоврядування Хмельницької області. Пам'ятка архітектури місцевого значення.

## Історія

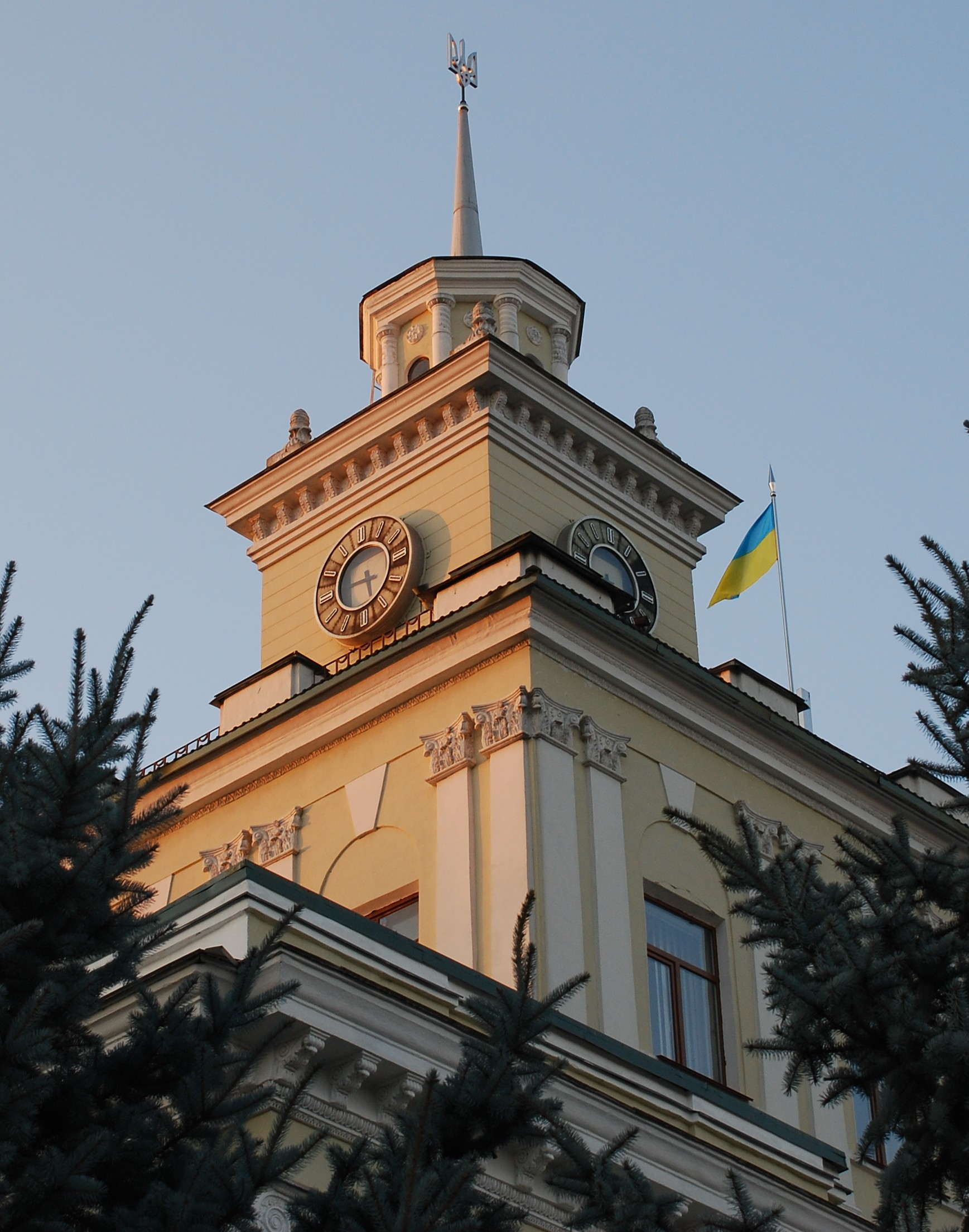
Центральна башта Будинку Рад

Будинок Рад має монументальний, урочистий вигляд і є одним із найкращих зразків повоєнної забудови міста Хмельницького. Він став головною домінантою центральної площі міста — майдану Незалежності. Площа сформувалась у середині 1950-х років, коли характерною рисою в радянській архітектурній практиці повоєнного десятиріччя (1945—1955 років) було широке застосування ансамблевої забудови. Яскравий приклад подібного архітектурного напрямку — формування ансамблю головної площі у місті Хмельницькому під час спорудження Будинку Рад. Площа у плані прямокутна, її просторовий обсяг зі східного боку замкнули два триповерхові житлові будинки та триповерховий адміністративний будинок між ними, побудовані у 1952—1954 роках та витримані у класичних формах. Доповнювали ансамбль площі композиції зелених насаджень, ліпні вази для квітів, парапети з балюстрадою.
У 1967 році майдан отримав назву — площа Леніна. У 1970 році перед Будинком Рад був встановлений пам'ятник Володимиру Леніну (автори: скульптор Є.Кунцевич, архітектори А.Ігнащенко, Є.Перехрест), наприкінці 1980-х площа зазнала капітальної реконструкції (нове планування газонів, встановлені фонтани тощо). В 1991 році площу Леніна перейменували на знак увічнення акту проголошення України незалежною державою (24.08.1991) на майдан Незалежності. У 1992 році пам'ятник Володимиру Леніну демонтували та перенесли у міський парк культури та відпочинку.
У Будинку Рад працювали відомі державні діячі України:
- 1956—1959 — Бегма Василь Андрійович (1906—1965) — один із керівників партизанського руху 1941—1944 років в Україні, командир партизанського з'єднання, генерал-майор, Депутат Верховної Ради СРСР і УРСР, у 1950—1959 роках був 1-м секретарем Хмельницького обкому КПУ.
- 1959—1963 — Ватченко Олексій Федосійович (1914—1984) — у 1959—1963 роках був 1-м секретарем Хмельницького обкому КПУ, у 1964—1976 роках очолював Черкаський та Дніпропетровський обкоми, з 1976 року — Голова Президії Верховної Ради УРСР та заступник Голови Президії Верховної Ради СРСР. Герой Соціалістичної Праці.
- 1963—1972 — Бубновський Микита Дмитрович (1907—1983) — в 1951—1952 роках заступник Голови Ради Міністрів УРСР, у 1952—1954 роках — 1-й секретар Вінницького обкому КПУ, в 1954—1963 роках — секретар ЦК КПУ, в 1963—1972 роках працював 1-м секретарем Хмельницького обкому КПУ, Депутат Верховної Ради СРСР і УРСР. Герой Соціалістичної Праці.
- 1970—1982 — Лісовий Тимофій Григорович (1923) — учасник Великої Вітчизняної війни, у 1970—1972 роках голова Хмельницького облвиконкому, в 1972—1982 роках був 1-м секретарем Хмельницького обкому КПУ, Депутат Верховної Ради СРСР і УРСР. Герой Соціалістичної Праці.
- 1972—1982 — Починок Макар Іванович (1921—1982) — учасник Великої Вітчизняної війни, з 1945 року працював секретарем Волочиського та Славутського райкомів партії, з 1972 року — другим секретарем обкому КПУ, а у 1974—1982 роках — головою Хмельницького облвиконкому. Герой Соціалістичної Праці.

Нині Будинок Рад займають обласна держадміністрація та обласна Рада.

## Архітектура

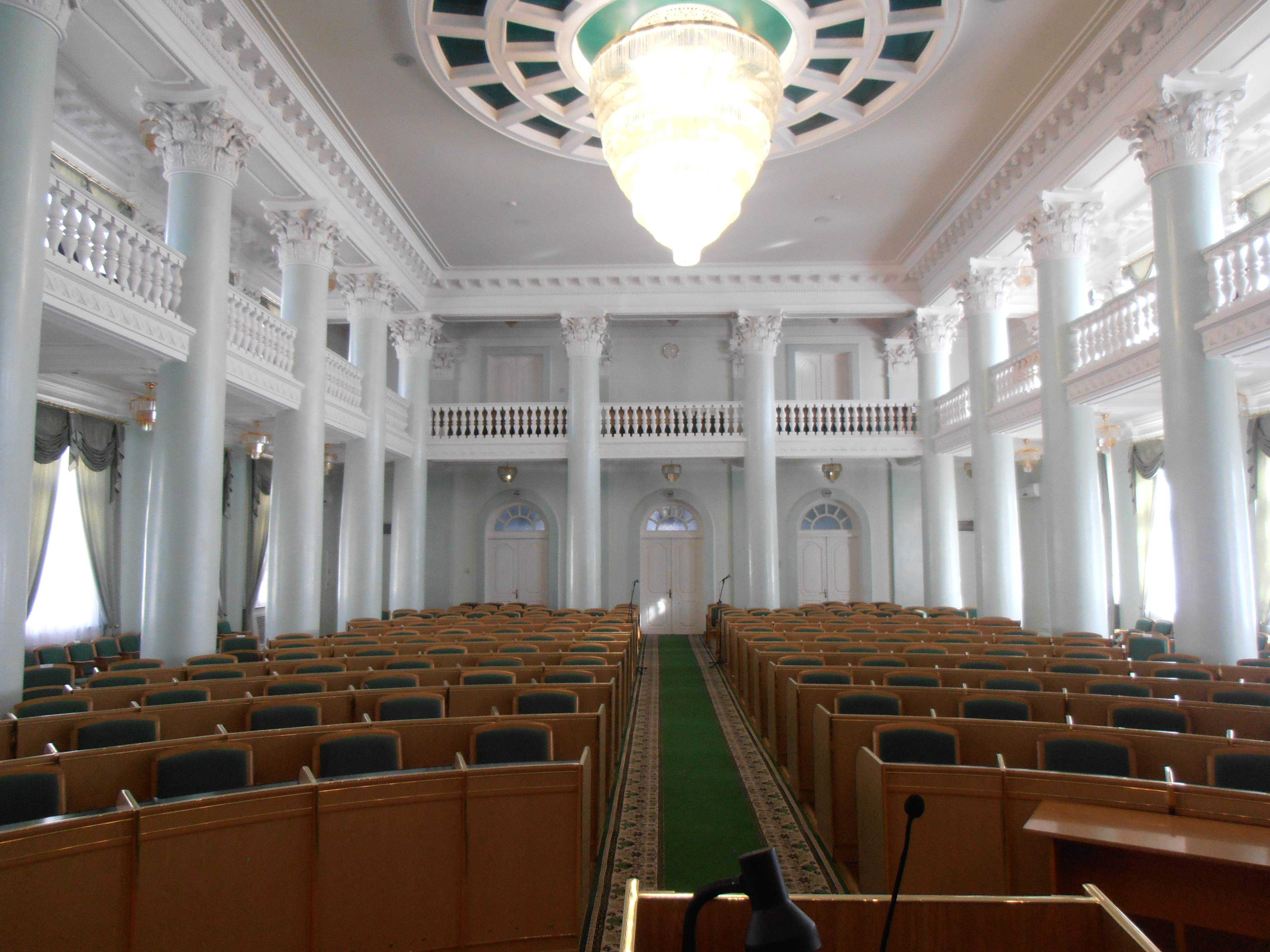
Інтер'єр сесійної зали Будинку Рад (м. Хмельницький)

Триповерховий на високому цокольному напівповерсі, цегляний, тинькований. Зведений за проектом архітектора Гната Чекірди. Виконаний у характерному для радянської архітектури 1950-х років стилі, основою якого було використання форм і прийомів класики. У плані будинку виокремлюється центральна прямокутна частина та бічні великі Г-подібні крила. Над центральною частиною зроблена двоповерхова надбудова із двоярусною баштою, на якій з трьох боків (крім тильного) встановлено годинники.
Загальна композиція споруди симетрична, з рівномірним ритмом віконних прорізів. На головному фасаді домінує ризаліт із парадним входом. Ризаліт на рівні другого-третього поверху має чотириколонний іонічного ордера портик, який візуально продовжений здвоєними напівколонами на всю його ширину. Загальний ритм колонади ризаліту підтримується сандриками, що спираються на колони, якими оздоблені непарні вікна другого поверху фасадів. Міжвіконний простір та наріжжя надбудови декоровано здвоєними пілястрами. Перший поверх споруди облицьований блоками під «рваний граніт». Споруду увінчує розвинутий карниз, надбудову — парапет, башту — високий шпиль. До початку 1980-х років центральний ризаліт прикрашали виконані з цементу скульптурні композиції (по центру — щит із Гербом УРСР в оточенні прапорів, по боках — робітник та колгоспниця), шпиль увінчувала зірка (у середині 1990-х років її замінено на малий герб України — Тризуб).